# Hausen am Albis
Pour les articles homonymes, voir Hausen.
Hausen am Albis est une commune suisse du canton de Zurich, située dans le district d'Affoltern.

Photo aérienne prise à 500 m par Walter Mittelholzer (1924).

## Personnalités liées
- Wilhelm Scheuchzer (1803-1866), peintre de paysage suisse, né à Hausen am Albis.